# 2005–2006-os UEFA-bajnokok ligája (csoportkör)
A 2005–2006-os UEFA-bajnokok ligája csoportkörének mérkőzéseit 2005. szeptember 13. és december 7. között játszották le.
A csoportkörben 32 csapat vett részt, a sorsoláskor nyolc darab négycsapatos csoportot képeztek. A csoportokban a csapatok körmérkőzéses, oda-visszavágós rendszerben mérkőztek meg egymással. A csoportok első  két helyezettje az egyenes kieséses szakaszba jutott. A harmadik helyezettek az UEFA-kupa egyenes kieséses szakaszába kerültek. A negyedik helyezettek kiestek.

## Sorsolás
A sorsolás előtt a csapatokat négy kalapba sorolták az UEFA-együtthatójuk sorrendjében. A címvédő Liverpool FC automatikusan az 1. kalapba került, az első sorszámú kiemeltként. Minden kalapból minden csoportba egy-egy csapatot sorsoltak. Egy csoportba nem kerülhetett két azonos nemzetiségű csapat.
| Csapat                 | Együttható | Kalap |
| ---------------------- | ---------- | ----- |
| Liverpool FC (címvédő) | 115,864    | 1     |
| Real Madrd             | 131,326    | 1     |
| AC Milan               | 121,191    | 1     |
| FC Barcelona           | 117,326    | 1     |
| Manchester United      | 110,864    | 1     |
| Internazionale         | 101,191    | 1     |
| Bayern München         | 97,166     | 1     |
| Arsenal                | 93,864     | 1     |
| FC Porto               | 93,739     | 2     |
| Juventus               | 93,191     | 2     |
| PSV Eindhoven          | 84,145     | 2     |
| Olympique Lyonnais     | 81,324     | 2     |
| Panathinaikósz         | 70,715     | 2     |
| Chelsea                | 68,864     | 2     |
| Villarreal CF          | 58,326     | 2     |
| Ajax                   | 52,145     | 2     |

| Csapat             | Együttható | Kalap |
| ------------------ | ---------- | ----- |
| Club Brugge        | 50,476     | 3     |
| Anderlecht         | 47,476     | 3     |
| Olimbiakósz        | 46,715     | 3     |
| Schalke 04         | 44,166     | 3     |
| Sparta Praha       | 43,223     | 3     |
| Lille OSC          | 41,324     | 3     |
| Rangers            | 40,476     | 3     |
| Werder Bremen      | 40,166     | 3     |
| Benfica            | 36,739     | 4     |
| Rosenborg          | 36,665     | 4     |
| Real Betis         | 34,326     | 4     |
| Udinese            | 30,191     | 4     |
| Fenerbahçe SK      | 23,872     | 4     |
| Rapid Wien         | 15,208     | 4     |
| Artmedia Petržalka | 4,850      | 4     |
| FC Thun            | 6,887      | 4     |

## Csoportok

### Sorrend meghatározása
Ha két vagy több csapat a csoportmérkőzések után azonos pontszámmal állt, az alábbiak alapján kellett meghatározni a sorrendet:
1. az azonosan álló csapatok mérkőzésein szerzett több pont
2. az azonosan álló csapatok mérkőzésein elért jobb gólkülönbség
3. az azonosan álló csapatok mérkőzésein idegenben szerzett több gól
4. az összes mérkőzésen elért jobb gólkülönbség
5. az összes mérkőzésen szerzett több gól
6. az azonosan álló csapatok és nemzeti szövetségük jobb UEFA-együtthatója az előző öt évben

Az időpontok közép-európai idő/közép-európai nyári idő szerint értendők.

### A csoport
| Hely. | Csapat         | M | Gy | D | V | G+ | G– | Gk  | P  | Továbbjutás                                |  | JUV | BAY | BRU | RWI |
| ----- | -------------- | - | -- | - | - | -- | -- | --- | -- | ------------------------------------------ |  | --- | --- | --- | --- |
| 1.    | Juventus       | 6 | 5  | 0 | 1 | 12 | 5  | +7  | 15 | Továbbjutott az egyenes kieséses szakaszba |  | —   | 2–1 | 1–0 | 3–0 |
| 2.    | Bayern München | 6 | 4  | 1 | 1 | 10 | 4  | +6  | 13 | Továbbjutott az egyenes kieséses szakaszba |  | 2–1 | —   | 1–0 | 4–0 |
| 3.    | Club Brugge    | 6 | 2  | 1 | 3 | 6  | 7  | −1  | 7  | Átkerült az UEFA-kupába                    |  | 1–2 | 1–1 | —   | 3–2 |
| 4.    | Rapid Wien     | 6 | 0  | 0 | 6 | 3  | 15 | −12 | 0  |                                            |  | 1–3 | 0–1 | 0–1 | —   |

| 2005. szeptember 14. 20:45 |

| Rapid Wien | 0–1               | Bayern München |
| ---------- | ----------------- | -------------- |
|            | (0–0) Jegyzőkönyv | Guerrero 60'   |

| Ernst-Happel-Stadion, Bécs Nézőszám: 48 000 Játékvezető: Alain Sars (francia) |

| 005. szeptember 14. 20:45 |

| Club Brugge      | 1–2               | Juventus                 |
| ---------------- | ----------------- | ------------------------ |
| Yulu-Matondo 85' | (0–0) Jegyzőkönyv | Nedvěd 66' Trezeguet 75' |

| Jan Breydel Stadium, Brugge Nézőszám: 27 900 Játékvezető: Luis Medina Cantalejo (spanyol) |

| 2005. szeptember 27. 20:45 |

| Juventus                               | 3–0               | Rapid Wien |
| -------------------------------------- | ----------------- | ---------- |
| Trezeguet 27' Mutu 82' Ibrahimović 85' | (1–0) Jegyzőkönyv |            |

| Stadio delle Alpi, Torino Nézőszám: 11 150 Játékvezető: Martin Hansson (svéd) |

| 2005. szeptember 27. 20:45 |

| Bayern München | 1–0               | Club Brugge |
| -------------- | ----------------- | ----------- |
| Demichelis 32' | (1–0) Jegyzőkönyv |             |

| Allianz Arena, München Nézőszám: 66 000 Játékvezető: Tom Henning Øvrebø (norvég) |

| 2005. október 18. 20:45 |

| Bayern München             | 2–1               | Juventus        |
| -------------------------- | ----------------- | --------------- |
| Deisler 32' Demichelis 39' | (2–0) Jegyzőkönyv | Ibrahimović 90' |

| Allianz Arena, München Nézőszám: 66 000 Játékvezető: Kyros Vassaras (görög) |

| 2005. október 18. 20:45 |

| Rapid Wien | 0–1               | Club Brugge |
| ---------- | ----------------- | ----------- |
|            | (0–0) Jegyzőkönyv | Balaban 75' |

| Ernst-Happel-Stadion, Bécs Nézőszám: 46 000 Játékvezető: Stuart Dougal (skót) |

| 2005. november 2. 20:45 |

| Juventus          | 2–1               | Bayern München |
| ----------------- | ----------------- | -------------- |
| Trezeguet 62' 85' | (0–0) Jegyzőkönyv | Deisler 66'    |

| Stadio delle Alpi, Torino Nézőszám: 16 100 Játékvezető: Ľuboš Micheľ (szlovák) |

| 2005. november 2. 20:45 |

| Club Brugge                          | 3–2               | Rapid Wien           |
| ------------------------------------ | ----------------- | -------------------- |
| Portillo 6' Balaban 25' Verheyen 63' | (2–1) Jegyzőkönyv | Kincl 1' Hofmann 81' |

| Jan Breydel Stadium, Brugge Nézőszám: 27 550 Játékvezető: Alon Yefet (izraeli) |

| 2005. november 22. 20:45 |

| Bayern München                        | 4–0               | Rapid Wien |
| ------------------------------------- | ----------------- | ---------- |
| Deisler 21' Karimi 54' Makaay 72' 77' | (1–0) Jegyzőkönyv |            |

| Allianz Arena, München Nézőszám: 66 000 Játékvezető: Arturo Daudén Ibáñez (spanyol) |

| 2005. november 22. 20:45 |

| Juventus      | 1–0               | Club Brugge |
| ------------- | ----------------- | ----------- |
| Del Piero 80' | (0–0) Jegyzőkönyv |             |

| Stadio delle Alpi, Torino Nézőszám: 9625 Játékvezető: Rob Styles (angol) |

| 2005. december 7. 20:45 |

| Rapid Wien | 1–3               | Juventus                          |
| ---------- | ----------------- | --------------------------------- |
| Kincl 52'  | (0–3) Jegyzőkönyv | Del Piero 35' 45' Ibrahimović 42' |

| Ernst-Happel-Stadion, Bécs Nézőszám: 20 000 Játékvezető: Jaroslav Jára (cseh) |

| 2005. december 7. 20:45 |

| Club Brugge  | 1–1               | Bayern München |
| ------------ | ----------------- | -------------- |
| Portillo 32' | (1–1) Jegyzőkönyv | Pizarro 21'    |

| Jan Breydel Stadium, Brugge Nézőszám: 25 000 Játékvezető: Laurent Duhamel (francia) |

### B csoport
| Hely. | Csapat       | M | Gy | D | V | G+ | G– | Gk | P  | Továbbjutás                                |  | ARS | AJX | THU | SPP |
| ----- | ------------ | - | -- | - | - | -- | -- | -- | -- | ------------------------------------------ |  | --- | --- | --- | --- |
| 1.    | Arsenal      | 6 | 5  | 1 | 0 | 10 | 2  | +8 | 16 | Továbbjutott az egyenes kieséses szakaszba |  | —   | 0–0 | 2–1 | 3–0 |
| 2.    | Ajax         | 6 | 3  | 2 | 1 | 10 | 6  | +4 | 11 | Továbbjutott az egyenes kieséses szakaszba |  | 1–2 | —   | 2–0 | 2–1 |
| 3.    | FC Thun      | 6 | 1  | 1 | 4 | 4  | 9  | −5 | 4  | Átkerült az UEFA-kupába                    |  | 0–1 | 2–4 | —   | 1–0 |
| 4.    | Sparta Praha | 6 | 0  | 2 | 4 | 2  | 9  | −7 | 2  |                                            |  | 0–2 | 1–1 | 0–0 | —   |

| 2005. szeptember 14. 20:45 |

| Sparta Praha  | 1–1               | Ajax           |
| ------------- | ----------------- | -------------- |
| Matušovič 66' | (0–0) Jegyzőkönyv | Sneijder 90+1' |

| Letná Stadium, Prága Nézőszám: 15 400 Játékvezető: Claus Bo Larsen (dán) |

| 2005. szeptember 14. 20:45 |

| Arsenal                     | 2–1               | FC Thun      |
| --------------------------- | ----------------- | ------------ |
| Gilberto 51' Bergkamp 90+2' | (0–0) Jegyzőkönyv | Ferreira 53' |

| Highbury, London Nézőszám: 34 500 Játékvezető: Grzegorz Gilewski (lengyel) |

| 2005. szeptember 27. 20:45 |

| FC Thun    | 1–0               | Sparta Praha |
| ---------- | ----------------- | ------------ |
| Hodžić 89' | (0–0) Jegyzőkönyv |              |

| Stade de Suisse, Bern Nézőszám: 30 800 Játékvezető: Bertrand Layec (francia) |

| 2005. szeptember 27. 20:45 |

| Ajax          | 1–2               | Arsenal                           |
| ------------- | ----------------- | --------------------------------- |
| Rosenberg 71' | (0–1) Jegyzőkönyv | Ljungberg 2' Pirès 69' (11-esből) |

| Amsterdam Arena, Amszterdam Nézőszám: 47 820 Játékvezető: Luis Medina Cantalejo (spanyol) |

| 2005. október 18. 20:45 |

| Ajax               | 2–0               | FC Thun |
| ------------------ | ----------------- | ------- |
| Anastasiou 36' 55' | (1–0) Jegyzőkönyv |         |

| Amsterdam Arena, Amszterdam Nézőszám: 44 775 Játékvezető: Roberto Rosetti (olasz) |

| 2005. október 18. 20:45 |

| Sparta Praha | 0–2               | Arsenal       |
| ------------ | ----------------- | ------------- |
|              | (0–1) Jegyzőkönyv | Henry 21' 74' |

| Letná Stadium, Prága Nézőszám: 12 525 Játékvezető: Wolfgang Stark (német) |

| 2005. november 2. 20:45 |

| FC Thun                     | 2–4               | Ajax                                                     |
| --------------------------- | ----------------- | -------------------------------------------------------- |
| Lustrinelli 56' Adriano 74' | (0–1) Jegyzőkönyv | Sneijder 27' Anastasiou 63' de Jong 90+1' Boukhari 90+3' |

| Stade de Suisse, Bern Nézőszám: 30 120 Játékvezető: Vladimír Hriňák (szlovák) |

| 2005. november 2. 20:45 |

| Arsenal                      | 3–0               | Sparta Praha |
| ---------------------------- | ----------------- | ------------ |
| Henry 23' Van Persie 82' 86' | (1–0) Jegyzőkönyv |              |

| Highbury, London Nézőszám: 35 150 Játékvezető: Alain Sars (francia) |

| 2005. november 22. 20:45 |

| Ajax            | 2–1               | Sparta Praha  |
| --------------- | ----------------- | ------------- |
| de Jong 68' 89' | (0–0) Jegyzőkönyv | M. Petráš 90' |

| Amsterdam Arena, Amszterdam Nézőszám: 50 000 Játékvezető: Valentin Ivanov (orosz) |

| 2005. november 22. 20:45 |

| FC Thun | 0–1               | Arsenal              |
| ------- | ----------------- | -------------------- |
|         | (0–0) Jegyzőkönyv | Pirès 88' (11-esből) |

| Stade de Suisse, Bern Nézőszám: 31 330 Játékvezető: Lucílio Batista (portugál) |

| 2005. december 7. 20:45 |

| Sparta Praha | 0–0         | FC Thun |
| ------------ | ----------- | ------- |
|              | Jegyzőkönyv |         |

| Letná Stadium, Prága Nézőszám: 15 000 Játékvezető: Mike Riley (angol) |

| 2005. december 7. 20:45 |

| Arsenal | 0–0         | Ajax |
| ------- | ----------- | ---- |
|         | Jegyzőkönyv |      |

| Highbury, London Nézőszám: 35 375 Játékvezető: Eduardo Iturralde González (spanyol) |

### C csoport
| Hely. | Csapat         | M | Gy | D | V | G+ | G– | Gk  | P  | Továbbjutás                                |  | BAR | BRM | UDI | PAN |
| ----- | -------------- | - | -- | - | - | -- | -- | --- | -- | ------------------------------------------ |  | --- | --- | --- | --- |
| 1.    | FC Barcelona   | 6 | 5  | 1 | 0 | 16 | 2  | +14 | 16 | Továbbjutott az egyenes kieséses szakaszba |  | —   | 3–1 | 4–1 | 5–0 |
| 2.    | Werder Bremen  | 6 | 2  | 1 | 3 | 12 | 12 | 0   | 7  | Továbbjutott az egyenes kieséses szakaszba |  | 0–2 | —   | 4–3 | 5–1 |
| 3.    | Udinese        | 6 | 2  | 1 | 3 | 10 | 12 | −2  | 7  | Átkerült az UEFA-kupába                    |  | 0–2 | 1–1 | —   | 3–0 |
| 4.    | Panathinaikósz | 6 | 1  | 1 | 4 | 4  | 16 | −12 | 4  |                                            |  | 0–0 | 2–1 | 1–2 | —   |

| 2005. szeptember 14. 20:45 |

| Udinese              | 3–0               | Panathinaikósz |
| -------------------- | ----------------- | -------------- |
| Iaquinta 28' 73' 76' | (1–0) Jegyzőkönyv |                |

| Stadio Friuli, Udine Nézőszám: 23 000 Játékvezető: Olegário Benquerença (portugál) |

| 2005. szeptember 14. 20:45 |

| Werder Bremen | 0–2               | FC Barcelona                       |
| ------------- | ----------------- | ---------------------------------- |
|               | (0–1) Jegyzőkönyv | Deco 13' Ronaldinho 76' (11-esből) |

| Weserstadion, Bremen Nézőszám: 42 450 Játékvezető: Terje Hauge (norvég) |

| 2005. szeptember 27. 20:45 |

| FC Barcelona                               | 4–1               | Udinese    |
| ------------------------------------------ | ----------------- | ---------- |
| Ronaldinho 13' 32' 90' (11-esből) Deco 41' | (3–1) Jegyzőkönyv | Felipe 24' |

| Camp Nou, Barcelona Nézőszám: 85 000 Játékvezető: Steve Bennett (angol) |

| 2005. szeptember 27. 20:45 |

| Panathinaikósz                     | 2–1               | Werder Bremen |
| ---------------------------------- | ----------------- | ------------- |
| González 5' (11-esből) Mantzios 8' | (2–1) Jegyzőkönyv | Klose 41'     |

| Olimpiai Stadion, Athén Nézőszám: 40 000 Játékvezető: Eric Poulat (francia) |

| 2005. október 18. 20:45 |

| Panathinaikósz | 0–0         | FC Barcelona |
| -------------- | ----------- | ------------ |
|                | Jegyzőkönyv |              |

| Olimpiai Stadion, Athén Nézőszám: 70 000 Játékvezető: Frank De Bleeckere (belga) |

| 2005. október 18. 20:45 |

| Udinese       | 1–1               | Werder Bremen      |
| ------------- | ----------------- | ------------------ |
| Di Natale 86' | (0–0) Jegyzőkönyv | Felipe 64' (öngól) |

| Stadio Friuli, Udine Nézőszám: 28 000 Játékvezető: Rene Temmink (holland) |

| 2005. november 2. 20:45 |

| FC Barcelona                              | 5–0               | Panathinaikósz |
| ----------------------------------------- | ----------------- | -------------- |
| Van Bommel 1' Eto'o 14' 40' 65' Messi 34' | (4–0) Jegyzőkönyv |                |

| Camp Nou, Barcelona Nézőszám: 75 000 Játékvezető: Rene Temmink (holland) |

| 2005. november 2. 20:45 |

| Werder Bremen                        | 4–3               | Udinese                              |
| ------------------------------------ | ----------------- | ------------------------------------ |
| Klose 15' Baumann 24' Micoud 51' 67' | (2–0) Jegyzőkönyv | Di Natale 54' 57' Schulz 60' (öngól) |

| Weserstadion, Bremen Nézőszám: 35 425 Játékvezető: Yuri Baskakov (orosz) |

| 2005. november 22. 20:45 |

| Panathinaikósz      | 1–2               | Udinese                  |
| ------------------- | ----------------- | ------------------------ |
| Charalambidis 45+1' | (1–0) Jegyzőkönyv | Iaquinta 81' Candela 83' |

| Olimpiai Stadion, Athén Nézőszám: 30 000 Játékvezető: Graham Poll (angol) |

| 2005. november 22. 20:45 |

| FC Barcelona                         | 3–1               | Werder Bremen           |
| ------------------------------------ | ----------------- | ----------------------- |
| Gabri 14' Ronaldinho 26' Larsson 71' | (2–1) Jegyzőkönyv | Borowski 22' (11-esből) |

| Camp Nou, Barcelona Nézőszám: 67 275 Játékvezető: Claus Bo Larsen (dán) |

| 2005. december 7. 20:45 |

| Udinese | 0–2               | FC Barcelona             |
| ------- | ----------------- | ------------------------ |
|         | (0–0) Jegyzőkönyv | Ezquerro 85' Iniesta 90' |

| Stadio Friuli, Udine Nézőszám: 25 000 Játékvezető: Eric Braamhaar (holland) |

| 2005. december 7. 20:45 |

| Werder Bremen                                              | 5–1               | Panathinaikósz |
| ---------------------------------------------------------- | ----------------- | -------------- |
| Micoud 2' (11-esből) Valdez 28' 31' Klose 51' Frings 90+1' | (3–0) Jegyzőkönyv | Morris 53'     |

| Weserstadion, Bremen Nézőszám: 37 500 Játékvezető: Peter Fröjdfeldt (svéd) |

### D csoport
| Hely. | Csapat            | M | Gy | D | V | G+ | G– | Gk | P  | Továbbjutás                                |  | VIL | BEN | LIL | MUN |
| ----- | ----------------- | - | -- | - | - | -- | -- | -- | -- | ------------------------------------------ |  | --- | --- | --- | --- |
| 1.    | Villarreal CF     | 6 | 2  | 4 | 0 | 3  | 1  | +2 | 10 | Továbbjutott az egyenes kieséses szakaszba |  | —   | 1–1 | 1–0 | 0–0 |
| 2.    | Benfica           | 6 | 2  | 2 | 2 | 5  | 5  | 0  | 8  | Továbbjutott az egyenes kieséses szakaszba |  | 0–1 | —   | 1–0 | 2–1 |
| 3.    | Lille OSC         | 6 | 1  | 3 | 2 | 1  | 2  | −1 | 6  | Átkerült az UEFA-kupába                    |  | 0–0 | 0–0 | —   | 1–0 |
| 4.    | Manchester United | 6 | 1  | 3 | 2 | 3  | 4  | −1 | 6  |                                            |  | 0–0 | 2–1 | 0–0 | —   |

| 2005. szeptember 14. 20:45 |

| Villarreal CF | 0–0         | Manchester United |
| ------------- | ----------- | ----------------- |
|               | Jegyzőkönyv |                   |

| Estadio El Madrigal, Villarreal Nézőszám: 22 000 Játékvezető: Kim Milton Nielsen (dán) |

| 2005. szeptember 14. 20:45 |

| Benfica       | 1–0               | Lille OSC |
| ------------- | ----------------- | --------- |
| Miccoli 90+2' | (0–0) Jegyzőkönyv |           |

| Estádio da Luz, Lisszabon Nézőszám: 38 000 Játékvezető: Rene Temmink (holland) |

| 2005. szeptember 27. 20:45 |

| Lille OSC | 0–0         | Villarreal CF |
| --------- | ----------- | ------------- |
|           | Jegyzőkönyv |               |

| Stade de France, Párizs Nézőszám: 35 000 Játékvezető: Peter Fröjdfeldt (svéd) |

| 2005. szeptember 27. 20:45 |

| Manchester United            | 2–1               | Benfica   |
| ---------------------------- | ----------------- | --------- |
| Giggs 35' Van Nistelrooy 85' | (1–0) Jegyzőkönyv | Simão 59' |

| Old Trafford, Manchester Nézőszám: 66 100 Játékvezető: Ľuboš Micheľ (szlovák) |

| 2005. október 18. 20:45 |

| Manchester United | 0–0         | Lille OSC |
| ----------------- | ----------- | --------- |
|                   | Jegyzőkönyv |           |

| Old Trafford, Manchester Nézőszám: 60 625 Játékvezető: Stefano Farina (olasz) |

| 2005. október 18. 20:45 |

| Villarreal CF           | 1–1               | Benfica       |
| ----------------------- | ----------------- | ------------- |
| Riquelme 72' (11-esből) | (0–0) Jegyzőkönyv | Fernandes 77' |

| Estadio El Madrigal, Villarreal Nézőszám: 20 000 Játékvezető: Florian Meyer (német) |

| 2005. november 2. 20:45 |

| Lille OSC    | 1–0               | Manchester United |
| ------------ | ----------------- | ----------------- |
| Ačimovič 38' | (1–0) Jegyzőkönyv |                   |

| Stade de France, Párizs Nézőszám: 59 900 Játékvezető: Markus Merk (német) |

| 2005. november 2. 20:45 |

| Benfica | 0–1               | Villarreal CF |
| ------- | ----------------- | ------------- |
|         | (0–0) Jegyzőkönyv | Senna 81'     |

| Estádio da Luz, Lisszabon Nézőszám: 30 000 Játékvezető: Frank De Bleeckere (belga) |

| 2005. november 22. 20:45 |

| Manchester United | 0–0         | Villarreal CF |
| ----------------- | ----------- | ------------- |
|                   | Jegyzőkönyv |               |

| Old Trafford, Manchester Nézőszám: 67 475 Játékvezető: Massimo De Santis (olasz) |

| 2005. november 22. 20:45 |

| Lille OSC | 0–0         | Benfica |
| --------- | ----------- | ------- |
|           | Jegyzőkönyv |         |

| Stade de France, Párizs Nézőszám: 76 200 Játékvezető: Massimo Busacca (svájci) |

| 2005. december 7. 20:45 |

| Villarreal CF | 1–0               | Lille OSC |
| ------------- | ----------------- | --------- |
| Guayre 67'    | (0–0) Jegyzőkönyv |           |

| Estadio El Madrigal, Villarreal Nézőszám: 20 000 Játékvezető: Valentin Ivanov (orosz) |

| 2005. december 7. 20:45 |

| Benfica               | 2–1               | Manchester United |
| --------------------- | ----------------- | ----------------- |
| Geovanni 16' Beto 34' | (2–1) Jegyzőkönyv | Scholes 6'        |

| Estádio da Luz, Lisszabon Nézőszám: 65 000 Játékvezető: Kyros Vassaras (görög) |

### E csoport
| Hely. | Csapat        | M | Gy | D | V | G+ | G– | Gk | P  | Továbbjutás                                |  | MIL | PSV | SCH | FEN |
| ----- | ------------- | - | -- | - | - | -- | -- | -- | -- | ------------------------------------------ |  | --- | --- | --- | --- |
| 1.    | AC Milan      | 6 | 3  | 2 | 1 | 12 | 6  | +6 | 11 | Továbbjutott az egyenes kieséses szakaszba |  | —   | 0–0 | 3–2 | 3–1 |
| 2.    | PSV Eindhoven | 6 | 3  | 1 | 2 | 4  | 6  | −2 | 10 | Továbbjutott az egyenes kieséses szakaszba |  | 1–0 | —   | 1–0 | 2–0 |
| 3.    | Schalke 04    | 6 | 2  | 2 | 2 | 12 | 9  | +3 | 8  | Átkerült az UEFA-kupába                    |  | 2–2 | 3–0 | —   | 2–0 |
| 4.    | Fenerbahçe SK | 6 | 1  | 1 | 4 | 7  | 14 | −7 | 4  |                                            |  | 0–4 | 3–0 | 3–3 | —   |

| 2005. szeptember 13. 20:45 |

| AC Milan                    | 3–1               | Fenerbahçe SK       |
| --------------------------- | ----------------- | ------------------- |
| Kaká 18' 87' Shevchenko 89' | (1–0) Jegyzőkönyv | Alex 63' (11-esből) |

| San Siro, Milánó Nézőszám: 34 600 Játékvezető: Mike Riley (angol) |

| 2005. szeptember 13. 20:45 |

| PSV Eindhoven              | 1–0               | Schalke 04 |
| -------------------------- | ----------------- | ---------- |
| Vennegoor of Hesselink 33' | (1–0) Jegyzőkönyv |            |

| Philips Stadion, Eindhoven Nézőszám: 33 000 Játékvezető: Yuri Baskakov (orosz) |

| 2005. szeptember 28. 20:45 |

| Schalke 04             | 2–2               | AC Milan                  |
| ---------------------- | ----------------- | ------------------------- |
| Larsen 3' Altıntop 70' | (1–1) Jegyzőkönyv | Seedorf 1' Shevchenko 59' |

| Arena AufSchalke, Gelsenkirchen Nézőszám: 53 425 Játékvezető: Claus Bo Larsen (dán) |

| 2005. szeptember 28. 20:45 |

| Fenerbahçe SK                        | 3–0               | PSV Eindhoven |
| ------------------------------------ | ----------------- | ------------- |
| Alex 40' (11-esből) 68' Appiah 90+2' | (1–0) Jegyzőkönyv |               |

| Şükrü Saracoğlu Stadion, Isztambul Nézőszám: 42 000 Játékvezető: Manuel Mejuto González (spanyol) |

| 2005. október 19. 20:45 |

| Fenerbahçe SK                   | 3–3               | Schalke 04                  |
| ------------------------------- | ----------------- | --------------------------- |
| Fábio 14' Márcio 73' Appiah 79' | (1–0) Jegyzőkönyv | Lincoln 59' 62' Kurányi 77' |

| Şükrü Saracoğlu Stadion, Isztambul Nézőszám: 50 000 Játékvezető: Alain Hamer (luxemburgi) |

| 2005. október 19. 20:45 |

| AC Milan | 0–0         | PSV Eindhoven |
| -------- | ----------- | ------------- |
|          | Jegyzőkönyv |               |

| San Siro, Milánó Nézőszám: 35 000 Játékvezető: Konrad Plautz (osztrák) |

| 2005. november 1. 20:45 |

| Schalke 04             | 2–0               | Fenerbahçe SK |
| ---------------------- | ----------------- | ------------- |
| Kurányi 32' Sand 90+2' | (1–0) Jegyzőkönyv |               |

| Arena AufSchalke, Gelsenkirchen Nézőszám: 53 425 Játékvezető: Luis Medina Cantalejo (spanyol) |

| 2005. november 1. 20:45 |

| PSV Eindhoven | 1–0               | AC Milan |
| ------------- | ----------------- | -------- |
| Farfán 12'    | (1–0) Jegyzőkönyv |          |

| Philips Stadion, Eindhoven Nézőszám: 35 000 Játékvezető: Graham Poll (angol) |

| 2005. november 23. 20:45 |

| Fenerbahçe SK | 0–4               | AC Milan                   |
| ------------- | ----------------- | -------------------------- |
|               | (0–1) Jegyzőkönyv | Shevchenko 16' 52' 70' 76' |

| Şükrü Saracoğlu Stadion, Isztambul Nézőszám: 40 000 Játékvezető: Terje Hauge (norvég) |

| 2005. november 23. 20:45 |

| Schalke 04                                    | 3–0               | PSV Eindhoven |
| --------------------------------------------- | ----------------- | ------------- |
| Kobiashvili 18' (11-esből) 72' 79' (11-esből) | (1–0) Jegyzőkönyv |               |

| Arena AufSchalke, Gelsenkirchen Nézőszám: 54 000 Játékvezető: Ľuboš Micheľ (szlovák) |

| 2005. december 6. 20:45 |

| AC Milan               | 3–2               | Schalke 04              |
| ---------------------- | ----------------- | ----------------------- |
| Pirlo 42' Kaká 52' 60' | (1–1) Jegyzőkönyv | Poulsen 44' Lincoln 66' |

| San Siro, Milánó Nézőszám: 43 800 Játékvezető: Manuel Mejuto González (spanyol) |

| 2005. december 6. 20:45 |

| PSV Eindhoven       | 2–0               | Fenerbahçe SK |
| ------------------- | ----------------- | ------------- |
| Cocu 14' Farfán 85' | (1–0) Jegyzőkönyv |               |

| Philips Stadion, Eindhoven Nézőszám: 34 000 Játékvezető: Eric Poulat (francia) |

### F csoport
| Hely. | Csapat             | M | Gy | D | V | G+ | G– | Gk | P  | Továbbjutás                                |  | LYO | RMA | ROS | OLY |
| ----- | ------------------ | - | -- | - | - | -- | -- | -- | -- | ------------------------------------------ |  | --- | --- | --- | --- |
| 1.    | Olympique Lyonnais | 6 | 5  | 1 | 0 | 13 | 4  | +9 | 16 | Továbbjutott az egyenes kieséses szakaszba |  | —   | 3–0 | 2–1 | 2–1 |
| 2.    | Real Madrid        | 6 | 3  | 1 | 2 | 10 | 8  | +2 | 10 | Továbbjutott az egyenes kieséses szakaszba |  | 1–1 | —   | 4–1 | 2–1 |
| 3.    | Rosenborg          | 6 | 1  | 1 | 4 | 6  | 11 | −5 | 4  | Átkerült az UEFA-kupába                    |  | 0–1 | 0–2 | —   | 1–1 |
| 4.    | Olimbiakósz        | 6 | 1  | 1 | 4 | 7  | 13 | −6 | 4  |                                            |  | 1–4 | 2–1 | 1–3 | —   |

| 2005. szeptember 13. 20:45 |

| Olympique Lyonnais                | 3–0               | Real Madrid |
| --------------------------------- | ----------------- | ----------- |
| Carew 21' Juninho 26' Wiltord 31' | (3–0) Jegyzőkönyv |             |

| Stade de Gerland, Lyon Nézőszám: 40 300 Játékvezető: Massimo De Santis (olasz) |

| 2005. szeptember 13. 20:45 |

| Olimbiakósz      | 1–3               | Rosenborg                                             |
| ---------------- | ----------------- | ----------------------------------------------------- |
| Lago 19' (öngól) | (1–1) Jegyzőkönyv | Skjelbred 42' Mavrogenidis 48' (öngól) Storflor 90+4' |

| Karaiskakis Stadium, Piraeus Nézőszám: 28 000 Játékvezető: Stefano Farina (olasz) |

| 2005. szeptember 28. 20:45 |

| Rosenborg | 0–1               | Olympique Lyonnais |
| --------- | ----------------- | ------------------ |
|           | (0–1) Jegyzőkönyv | Cris 45+1'         |

| Lerkendal stadion, Trondheim Nézőszám: 20 620 Játékvezető: Yuri Baskakov (orosz) |

| 2005. szeptember 28. 20:45 |

| Real Madrid         | 2–1               | Olimbiakósz |
| ------------------- | ----------------- | ----------- |
| Raúl 9' Soldado 86' | (1–0) Jegyzőkönyv | Kafes 48'   |

| Santiago Bernabéu Stadium, Madrid Nézőszám: 50 000 Játékvezető: Markus Merk (német) |

| 2005. október 19. 20:45 |

| Real Madrid                                    | 4–1               | Rosenborg  |
| ---------------------------------------------- | ----------------- | ---------- |
| Woodgate 48' Raúl 52' Helguera 68' Beckham 82' | (0–1) Jegyzőkönyv | Strand 40' |

| Santiago Bernabéu Stadium, Madrid Nézőszám: 53 000 Játékvezető: Steve Bennett (angol) |

| 2005. október 19. 20:45 |

| Olympique Lyonnais   | 2–1               | Olimbiakósz |
| -------------------- | ----------------- | ----------- |
| Juninho 4' Govou 89' | (1–0) Jegyzőkönyv | Kafes 84'   |

| Stade de Gerland, Lyon Nézőszám: 35 000 Játékvezető: Graham Poll (angol) |

| 2005. november 1. 20:45 |

| Rosenborg | 0–2               | Real Madrid                 |
| --------- | ----------------- | --------------------------- |
|           | (0–2) Jegyzőkönyv | Dorsin 26' (öngól) Guti 41' |

| Lerkendal stadion, Trondheim Nézőszám: 21 270 Játékvezető: Wolfgang Stark (német) |

| 2005. november 1. 20:45 |

| Olimbiakósz  | 1–4               | Olympique Lyonnais                   |
| ------------ | ----------------- | ------------------------------------ |
| Babangida 3' | (1–2) Jegyzőkönyv | Juninho 41' Carew 44' 57' Diarra 55' |

| Karaiskakis Stadium, Piraeus Nézőszám: 33 500 Játékvezető: Peter Fröjdfeldt (svéd) |

| 2005. november 23. 20:45 |

| Real Madrid | 1–1               | Olympique Lyonnais |
| ----------- | ----------------- | ------------------ |
| Guti 41'    | (1–0) Jegyzőkönyv | Carew 72'          |

| Santiago Bernabéu Stadium, Madrid Nézőszám: 65 000 Játékvezető: Frank De Bleeckere (belga) |

| 2005. november 23. 20:45 |

| Rosenborg   | 1–1               | Olimbiakósz |
| ----------- | ----------------- | ----------- |
| Helstad 88' | (0–1) Jegyzőkönyv | Rivaldo 25' |

| Lerkendal stadion, Trondheim Nézőszám: 21 270 Játékvezető: Paul Allaerts (belga) |

| 2005. december 6. 20:45 |

| Olympique Lyonnais     | 2–1               | Rosenborg   |
| ---------------------- | ----------------- | ----------- |
| Benzema 33' Fred 90+3' | (1–0) Jegyzőkönyv | Braaten 68' |

| Stade de Gerland, Lyon Nézőszám: 40 425 Játékvezető: Arturo Daudén Ibáñez (spanyol) |

| 2005. december 6. 20:45 |

| Olimbiakósz           | 2–1               | Real Madrid |
| --------------------- | ----------------- | ----------- |
| Bulut 50' Rivaldo 87' | (0–1) Jegyzőkönyv | Ramos 7'    |

| Karaiskakis Stadium, Piraeus Nézőszám: 30 000 Játékvezető: Kim Milton Nielsen (dán) |

### G csoport
| Hely. | Csapat       | M | Gy | D | V | G+ | G– | Gk | P  | Továbbjutás                                |  | LIV | CHE | BET | AND |
| ----- | ------------ | - | -- | - | - | -- | -- | -- | -- | ------------------------------------------ |  | --- | --- | --- | --- |
| 1.    | Liverpool FC | 6 | 3  | 3 | 0 | 6  | 1  | +5 | 12 | Továbbjutott az egyenes kieséses szakaszba |  | —   | 0–0 | 0–0 | 3–0 |
| 2.    | Chelsea      | 6 | 3  | 2 | 1 | 7  | 1  | +6 | 11 | Továbbjutott az egyenes kieséses szakaszba |  | 0–0 | —   | 4–0 | 1–0 |
| 3.    | Real Betis   | 6 | 2  | 1 | 3 | 3  | 7  | −4 | 7  | Átkerült az UEFA-kupába                    |  | 1–2 | 1–0 | —   | 0–1 |
| 4.    | Anderlecht   | 6 | 1  | 0 | 5 | 1  | 8  | −7 | 3  |                                            |  | 0–1 | 0–2 | 0–1 | —   |

| 2005. szeptember 13. 20:45 |

| Chelsea     | 1–0               | Anderlecht |
| ----------- | ----------------- | ---------- |
| Lampard 19' | (1–0) Jegyzőkönyv |            |

| Stamford Bridge, London Nézőszám: 29 575 Játékvezető: Wolfgang Stark (német) |

| 2005. szeptember 13. 20:45 |

| Real Betis | 1–2               | Liverpool FC                       |
| ---------- | ----------------- | ---------------------------------- |
| Arzu 51'   | (0–2) Jegyzőkönyv | Sinama-Pongolle 2' Luis García 14' |

| Estadio Manuel Ruiz de Lopera, Sevilla Nézőszám: 45 000 Játékvezető: Konrad Plautz (osztrák) |

| 2005. szeptember 28. 20:45 |

| Liverpool FC | 0–0         | Chelsea |
| ------------ | ----------- | ------- |
|              | Jegyzőkönyv |         |

| Anfield, Liverpool Nézőszám: 42 750 Játékvezető: Massimo De Santis (olasz) |

| 2005. szeptember 28. 20:45 |

| Anderlecht | 0–1               | Real Betis   |
| ---------- | ----------------- | ------------ |
|            | (0–0) Jegyzőkönyv | Oliveira 69' |

| Constant Vanden Stock Stadium, Brüsszel Nézőszám: 22 000 Játékvezető: Roberto Rosetti (olasz) |

| 2005. október 19. 20:45 |

| Anderlecht | 0–1               | Liverpool FC |
| ---------- | ----------------- | ------------ |
|            | (0–1) Jegyzőkönyv | Cissé 20'    |

| Constant Vanden Stock Stadium, Brüsszel Nézőszám: 25 000 Játékvezető: Massimo Busacca (svájci) |

| 2005. október 19. 20:45 |

| Chelsea                                        | 4–0               | Real Betis |
| ---------------------------------------------- | ----------------- | ---------- |
| Drogba 44' Carvalho 44' J. Cole 59' Crespo 64' | (2–0) Jegyzőkönyv |            |

| Stamford Bridge, London Nézőszám: 36 450 Játékvezető: Terje Hauge (norvég) |

| 2005. november 1. 20:45 |

| Liverpool FC                            | 3–0               | Anderlecht |
| --------------------------------------- | ----------------- | ---------- |
| Morientes 34' Luis García 61' Cissé 89' | (1–0) Jegyzőkönyv |            |

| Anfield, Liverpool Nézőszám: 42 600 Játékvezető: Kim Milton Nielsen (dán) |

| 2005. november 1. 20:45 |

| Real Betis | 1–0               | Chelsea |
| ---------- | ----------------- | ------- |
| Dani 28'   | (1–0) Jegyzőkönyv |         |

| Estadio Manuel Ruiz de Lopera, Sevilla Nézőszám: 55 000 Játékvezető: Alain Hamer (luxemburgi) |

| 2005. november 23. 20:45 |

| Anderlecht | 0–2               | Chelsea                |
| ---------- | ----------------- | ---------------------- |
|            | (0–2) Jegyzőkönyv | Crespo 8' Carvalho 15' |

| Constant Vanden Stock Stadium, Brüsszel Nézőszám: 21 070 Játékvezető: Stefano Farina (olasz) |

| 2005. november 23. 20:45 |

| Liverpool FC | 0–0         | Real Betis |
| ------------ | ----------- | ---------- |
|              | Jegyzőkönyv |            |

| Anfield, Liverpool Nézőszám: 42 100 Játékvezető: Eric Poulat (francia) |

| 2005. december 6. 20:45 |

| Chelsea | 0–0         | Liverpool FC |
| ------- | ----------- | ------------ |
|         | Jegyzőkönyv |              |

| Stamford Bridge, London Nézőszám: 41 600 Játékvezető: Herbert Fandel (német) |

| 2005. december 6. 20:45 |

| Real Betis | 0–1               | Anderlecht  |
| ---------- | ----------------- | ----------- |
|            | (0–1) Jegyzőkönyv | Kompany 44' |

| Estadio Manuel Ruiz de Lopera, Sevilla Nézőszám: 20 000 Játékvezető: Darko Čeferin (szlovén) |

### H csoport
| Hely. | Csapat             | M | Gy | D | V | G+ | G– | Gk | P  | Továbbjutás                                |  | INT | RAN | ART | POR |
| ----- | ------------------ | - | -- | - | - | -- | -- | -- | -- | ------------------------------------------ |  | --- | --- | --- | --- |
| 1.    | Internazionale     | 6 | 4  | 1 | 1 | 9  | 4  | +5 | 13 | Továbbjutott az egyenes kieséses szakaszba |  | —   | 1–0 | 4–0 | 2–1 |
| 2.    | Rangers            | 6 | 1  | 4 | 1 | 7  | 7  | 0  | 7  | Továbbjutott az egyenes kieséses szakaszba |  | 1–1 | —   | 0–0 | 3–2 |
| 3.    | Artmedia Petržalka | 6 | 1  | 3 | 2 | 5  | 9  | −4 | 6  | Átkerült az UEFA-kupába                    |  | 0–1 | 2–2 | —   | 0–0 |
| 4.    | FC Porto           | 6 | 1  | 2 | 3 | 8  | 9  | −1 | 5  |                                            |  | 2–0 | 1–1 | 2–3 | —   |

| 2005. szeptember 13. 20:45 |

| Rangers                                 | 3–2               | FC Porto     |
| --------------------------------------- | ----------------- | ------------ |
| Løvenkrands 35' Pršo 59' Kirjiákosz 85' | (1–0) Jegyzőkönyv | Pepe 47' 71' |

| Ibrox Stadium, Glasgow Nézőszám: 48 600 Játékvezető: Jan Wegereef (holland) |

| 2005. szeptember 13. 20:45 |

| Artmedia Petržalka | 0–1               | Internazionale |
| ------------------ | ----------------- | -------------- |
|                    | (0–1) Jegyzőkönyv | Cruz 17'       |

| Tehelné pole, Pozsony Nézőszám: 27 000 Játékvezető: Eric Poulat (francia) |

| 2005. szeptember 28. 20:45 |

| Internazionale | 1–0               | Rangers |
| -------------- | ----------------- | ------- |
| Pizarro 49'    | (0–0) Jegyzőkönyv |         |

| San Siro, Milánó Játékvezető: Kyros Vassaras (görög) |

| 2005. szeptember 28. 20:45 |

| FC Porto            | 2–3               | Artmedia Petržalka                           |
| ------------------- | ----------------- | -------------------------------------------- |
| Lucho 32' Diego 39' | (2–1) Jegyzőkönyv | P. Petráš 45+1' Kozák 54' Borbély Balázs 74' |

| Estádio do Dragão, Porto Nézőszám: 35 000 Játékvezető: Massimo Busacca (svájci) |

| 2005. október 19. 20:45 |

| FC Porto                           | 2–0               | Internazionale |
| ---------------------------------- | ----------------- | -------------- |
| Materazzi 22' (öngól) McCarthy 35' | (2–0) Jegyzőkönyv |                |

| Estádio do Dragão, Porto Nézőszám: 50 000 Játékvezető: Valentin Ivanov (orosz) |

| 2005. október 19. 20:45 |

| Rangers | 0–0         | Artmedia Petržalka |
| ------- | ----------- | ------------------ |
|         | Jegyzőkönyv |                    |

| Ibrox Stadium, Glasgow Nézőszám: 49 000 Játékvezető: Arturo Daudén Ibáñez (spanyol) |

| 2005. november 1. 20:45 |

| Internazionale          | 2–1               | FC Porto    |
| ----------------------- | ----------------- | ----------- |
| Cruz 75' (11-esből) 82' | (0–1) Jegyzőkönyv | Almeida 16' |

| San Siro, Milánó Játékvezető: Manuel Mejuto González (spanyol) |

| 2005. november 1. 20:45 |

| Artmedia Petržalka          | 2–2               | Rangers              |
| --------------------------- | ----------------- | -------------------- |
| Borbély Balázs 8' Kozák 59' | (1–2) Jegyzőkönyv | Pršo 3' Thompson 44' |

| Tehelné pole, Pozsony Nézőszám: 26 525 Játékvezető: Florian Meyer (német) |

| 2005. november 23. 20:45 |

| FC Porto           | 1–1               | Rangers       |
| ------------------ | ----------------- | ------------- |
| Lisandro López 60' | (0–0) Jegyzőkönyv | McCormack 83' |

| Estádio do Dragão, Porto Nézőszám: 50 000 Játékvezető: Herbert Fandel (német) |

| 2005. november 23. 20:45 |

| Internazionale               | 4–0               | Artmedia Petržalka |
| ---------------------------- | ----------------- | ------------------ |
| Figo 28' Adriano 41' 59' 74' | (2–0) Jegyzőkönyv |                    |

| San Siro, Milánó Játékvezető: Mike Riley (angol) |

| 2005. december 6. 20:45 |

| Rangers         | 1–1               | Internazionale |
| --------------- | ----------------- | -------------- |
| Løvenkrands 38' | (1–1) Jegyzőkönyv | Adriano 30'    |

| Ibrox Stadium, Glasgow Nézőszám: 49 150 Játékvezető: Konrad Plautz (osztrák) |

| 2005. december 6. 20:45 |

| Artmedia Petržalka | 0–0         | FC Porto |
| ------------------ | ----------- | -------- |
|                    | Jegyzőkönyv |          |

| Tehelné pole, Pozsony Nézőszám: 25 000 Játékvezető: Markus Merk (német) |